# Grauwasser
Grauwasser bezeichnet fäkalienfreies, gering verschmutztes Abwasser aus Bädern, Duschen oder Waschmaschinen, das durch Aufbereitung einer Zweitnutzung als Brauch- bzw. Betriebswasser dienen kann. Küchenabwässer hingegen gehören aufgrund der höheren Belastung mit Fetten und Speiseabfällen nicht dazu. 

## Reinigung
Grauwasser wird im Zuge der Abwasserbeseitigung in der Kanalisation gesammelt und transportiert und üblicherweise in Kläranlagen gereinigt. Eine freie Einleitung von Grauwasser in den Boden in Deutschland, z. B. im Kleingarten, entspricht nicht den gesetzlichen Vorgaben des Wasserhaushaltsgesetz (WHG) und der Landeswassergesetze.
Die Reinigung von Grauwasser erfolgt in der Regel auf rein mechanisch-biologischem Weg, allerdings kommen inzwischen auch Bio-Membranfilter zum Einsatz. Das so erzeugte Klarwasser ist hygienisch sauber. Es kann für die Gartenbewässerung, den Hausputz und die Toilettenspülung eingesetzt werden; auch Wäsche lässt sich damit unbedenklich waschen (wenn bis zur Badewasserqualität aufbereitet wird, wie das in Europa üblich ist). Bei einem Haushalt mit 4–5 Personen summiert sich die Einsparung auf ca. 90 m³ Wasser pro Jahr. Im Gegensatz zur witterungsabhängigen Regenwassernutzung steht aufbereitetes Nutzwasser immer zur Verfügung.
In den USA hat der Versuch zur Wiederverwendung von gereinigtem Grauwasser dazu geführt, die Gartenbewässerung nachhaltiger zu gestalten. In Japan und Europa wird vor allem der Ansatz verfolgt, Grauwasser innerhalb des Haushalts als Betriebswasser, insbesondere zur Spülung von Toiletten, wiederzuverwenden. In Deutschland setzen auch Institutionen auf Wasserwiederaufbereitungsanlagen, so etwa der Hamburg Water Cycle.

## Norm
Grauwasser ist in der Europäischen Norm 12056-1 definiert.

## Aufbereitung
Verschiedene Wege sind möglich, um Wasser aus dem Haushalt zweimal zu verwenden. Es gibt die Möglichkeit, entsprechende Anlagen durch spezialisierte Fachbetriebe erstellen zu lassen. Es können aber auch handelsübliche Wasserrecycling-Anlagen erworben und durch jeden Installateur eingebaut werden, die für Haushalte geeignet sind. Entsprechende Anlagen bilden den Prozess der Abwasserreinigung einer Kläranlage mit Sedimentation, Belüftung, anaerober Reinigung, Schlammabscheidung nach. Sie finden ihre typischen Anwendungen dort, wo das Abwasser mehrerer Familien, Hotelzimmer etc. zusammengeführt und gemeinsam behandelt wird.
Einem anderen Prinzip folgt ein eher für Einfamilienhäuser gedachter Ansatz, bei dem mittels low-tech versucht wird, mit einem Minimum an Speichervolumen, Technik, Anschaffungs- und Betriebskosten, bei kurzer Standzeit des aufzubereitenden Wassers ein Maximum an Wassereinsparung zu erzielen. Zur Abpufferung von Spitzenverbräuchen wird Regenwasser (und erst in dritter Instanz: Trinkwasser) verwendet. Der typische Pro-Kopf-Wasserverbrauch sinkt damit auf Werte unter 60 l/Tag.
Nach einer Wirtschaftlichkeitsbetrachtung der Fachhochschule Wiesbaden lassen sich in Mitteleuropa bereits heute Grauwasser-Anlagen ab einer angeschlossenen Nutzerzahl von etwa 150–200 Personen (also z. B. in Hotels) wirtschaftlich betreiben. Bei hohen Trink- und Abwassergebühren ist eine rasche Amortisation auch sonst wahrscheinlich. Aufgrund des zu erwartenden Anstiegs der Kosten für Wasser und Abwasser wird es als ratsam erachtet, bei einem Neubau oder der Grundsanierung eines Wohnhauses in ein separates Rohrleitungsnetz für die Grau- oder evtl. auch Regenwassernutzung zu investieren. In Gebieten mit größerer Wasserknappheit (z. B. Südeuropa) erscheint das Grauwasserrecycling fast durchweg sinnvoll.